# Marianne Faithfull
Marianne Evelyn Gabriel Faithfull (Londra, 29 dicembre 1946 – Londra, 30 gennaio 2025) è stata una cantante e attrice britannica.
Protagonista degli anni della Swinging London assieme a Mick Jagger, con cui ebbe una relazione tra il 1966 e il 1970, e coautrice di successi dei Rolling Stones  come Sister Morphine, è stata una delle interpreti più apprezzate della musica pop.

## Biografia

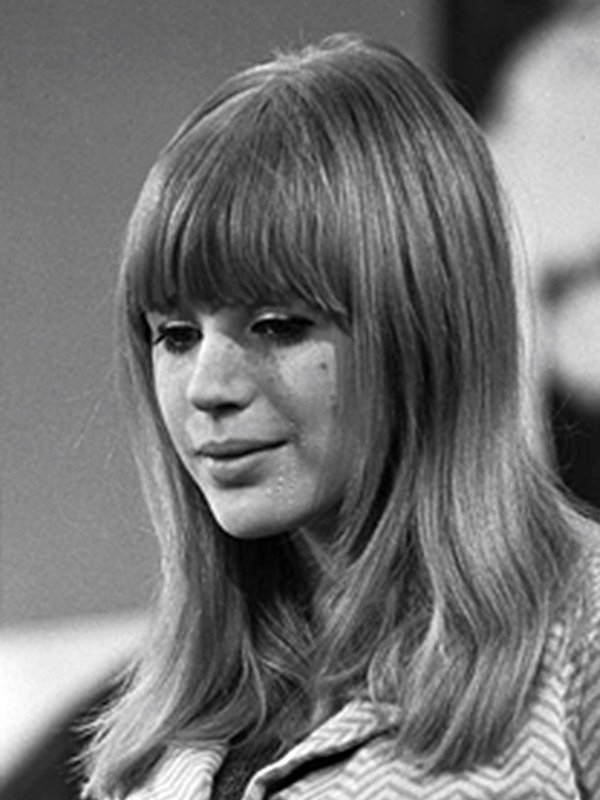
Marianne Faithfull nel 1966

Marianne Faithfull nacque a Hampstead, Londra il 29 dicembre 1946. Il padre era Robert Glynn Faithfull, maggiore dell'esercito inglese e professore di letteratura italiana presso il Bedford College dell'Università di Londra, la madre era la baronessa viennese Eva von Sacher-Masoch, pronipote di Leopold von Sacher-Masoch . Ebbe un fratellastro, l'artista Simon Faithfull.
Nel 1965 partecipò al film musicarello Z2 - Operazione Circeo, interpretando il brano Quando ballai con lui (Morning Sun), girato tra le rovine del Tempio di Giove a Terracina. Ebbe un piccolo ruolo in Una storia americana di Jean-Luc Godard. Seguirono altre interpretazioni tra le quali quella della dea-distruttrice Lilith in Lucifer Rising di Kenneth Anger. Nel 1967 al Festival di Sanremo cantò il brano C’è chi spera in coppia con Riki Maiocchi.
Dopo un decennio di oblio seguito alla fine della relazione con Mick Jagger e segnato dall'anoressia, dal vagabondaggio e dalla dipendenza da droghe, Marianne Faithfull tornò al successo con l'album Broken English (1979), un disco scritto in team con vari autori, dalle atmosfere dark e psichedeliche e con due cover rispettivamente di Tim Hardin (Brain Drain) e John Lennon (Working Class Hero).
A Broken English seguirono lavori di ottima qualità (Dangerous Acquaintances, A Child's Adventure, Rich Kid Blues) sempre sostenuti da una voce roca e profonda che negli anni arrivò a maturare in sfumature emozionanti. Dal 1987, anno di Strange Weather, Marianne Faithfull conobbe un successo costante e sempre maggiore. Alle prove di musica pop affiancò l'interpretazione dei classici e alcuni lavori dai tratti sperimentali, inanellando collaborazioni con musicisti assai noti come Angelo Badalamenti, David A. Stewart, Billy Corgan e Beck.
Il 21 luglio 1990 partecipò al grande concerto The Wall - Live in Berlin di Roger Waters con altri superospiti; vi interpretò la madre di Waters. Nel 1997 collaborò con i Metallica come voce ospite nella canzone The Memory Remains, contenuta nell'album ReLoad. Negli anni successivi  ritornò a recitare, partecipando ai film Marie Antoinette di Sofia Coppola (impersonò l'imperatrice Maria Teresa d'Austria madre di Maria Antonietta) e Irina Palm - Il talento di una donna inglese di Sam Garbarski dove, nel ruolo di protagonista, suscitò unanimi consensi di critica e di pubblico. Nel 2000 cantò I sette peccati capitali al Ravenna Festival. In occasione del Women's World Award del 2009 a Vienna le venne conferito il World Lifetime Achievement Award.
Nel 2020 venne ricoverata in gravissime condizioni per contagio da Covid-19: guarì dopo una lunga degenza, ma la malattia la lasciò indebolita notevolmente. 
Marianne Faithfull è morta nel 2025, a 78 anni.

## Discografia parziale
Album
- 1965 - Marianne Faithfull
- 1965 - Come My Way

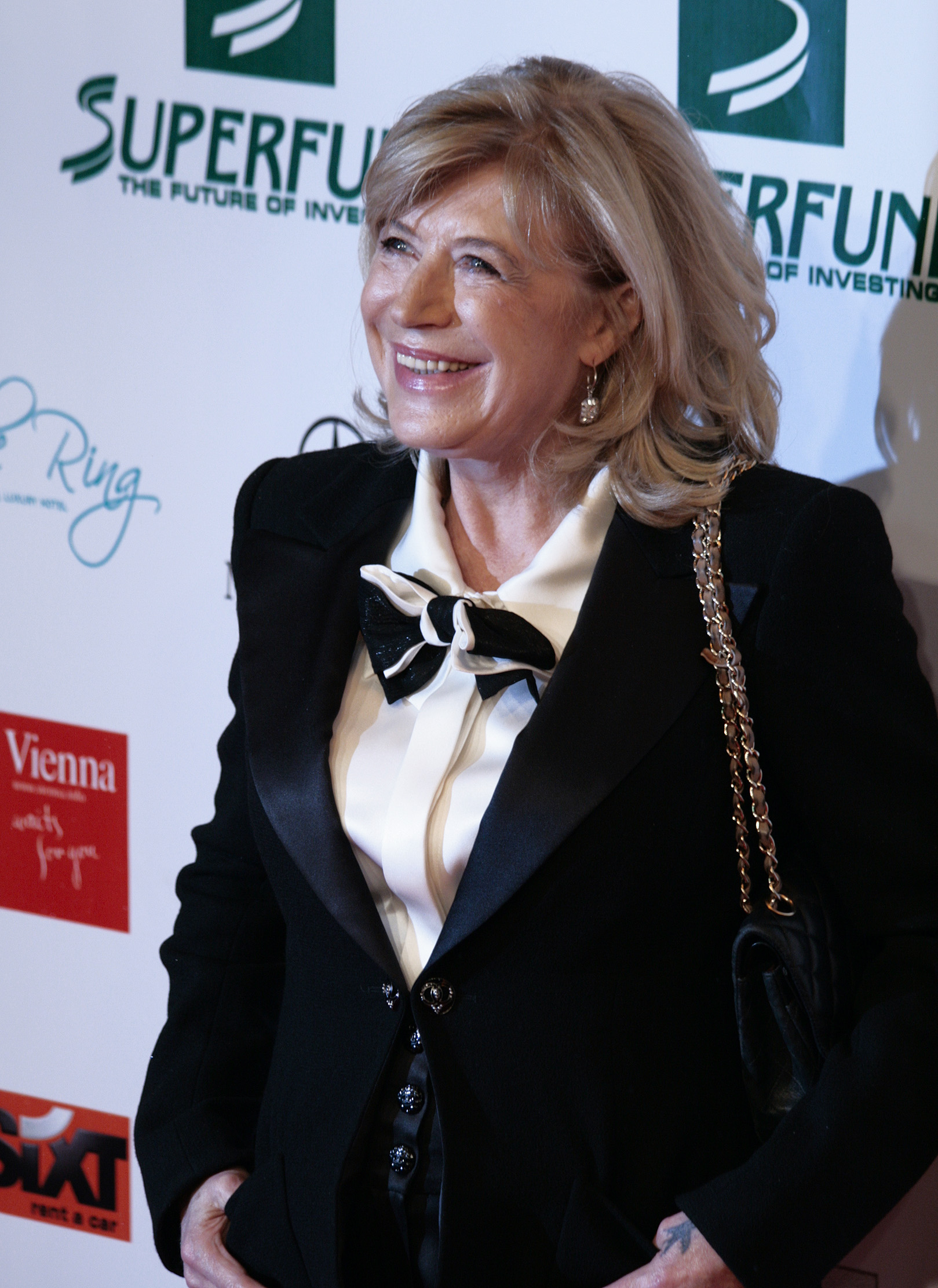
Marianne Faithfull durante il Women's World Award del 2009 a Vienna

- 1965 - Go Away from My World (solo negli USA)
- 1966 - North Country Maid
- 1966 - Faithfull Forever
- 1967 - Love in a Mist
- 1969 - Marianne Faithfull's Greatest Hits/The World Of Marianne Faithfull
- 1976 - Dreamin' My Dreams
- 1979 - Broken English
- 1981 - Dangerous Acquaintances
- 1983 - A Child's Adventure
- 1985 - Rich Kid Blues (registrato nel 1971)
- 1987 - Strange Weather
- 1990 - Blazing Away (live)
- 1995 - A Secret Life
- 1996 - 20th Century Blues
- 1998 - The Seven Deadly Sins
- 1999 - Vagabond Ways
- 2002 - Kissin Time
- 2004 - Before the Poison
- 2008 - Easy Come, Easy Go
- 2011 - Horses and High Heels
- 2014 - Give My Love to London
- 2016 - No Exit (live)
- 2018 - Negative Capability
- 2021 - She Walks in Beauty

Singoli
- 1964 - As Tears Go By
- 1965 - Come and Stay with Me
- 1965 - This Little Bird
- 1965 - Summer Nights
- 1965 - Yesterday
- 1965 - Go Away from My World
- 1967 - Is This What I Get for Loving You?
- 1967 - C'è chi spera/Oh Look Around You (Derby, DB 5171), pubblicato anche in Giappone (London Records, TOP-1130)
- 1976 - Dreamin' My Dreams
- 1976 - Wrong Road Again
- 1979 - The Ballad of Lucy Jordan
- 1980 - Broken English
- 1981 - Intrigue
- 1982 - For Beauty's Sake
- 1982 - Sweetheart
- 1983 - Running for Our Lives
- 1994 - Madame George
- 2002 - Sex with Strangers
- 2008 - Easy Come, Easy Go
- 2011 - Why Did We Have to Part?
- 2014 - Sparrows Will Sing
- 2018 - The Gypsy Faerie Queen

Apparizioni
- 1967 - Sanremo 1967 (Derby, DBL 8024), con il brano C'è chi spera
- 1997 - The Memory Remains - primo singolo dell'album ReLoad dei Metallica

## Filmografia
- Una storia americana (Made in U.S.A.), regia di Jean-Luc Godard (1966)
- I'll Never Forget What's 'Isname (1967)
- Nuda sotto la pelle (1968)
- Hamlet (1969)
- Lucifer Rising (1972)
- Madhouse Mansion (1974)
- Assault on Agathon (1975)
- Presenze (The Turn of the Screw), regia di Rusty Lemorande (1992) - voce narrante
- When Pigs Fly (1993)
- Shopping (1994)
- Moondance (1995)
- Crimetime (1996)
- Intimacy - Nell'intimità (Intimacy), regia di Patrice Chéreau (2001)
- Far From China (2001)
- Nord-Plage (2004)
- Le Marais, episodio di Paris, je t'aime - Petites romances de quartiers..., regia di Gus Van Sant (2006)
- Marie Antoinette, regia di Sofia Coppola (2006)
- Irina Palm - Il talento di una donna inglese (Irina Palm), regia di Sam Garbarski (2007)
- Faces in the Crowd - Frammenti di un omicidio (Faces In The Crowd), regia di Julien Magnat (2011)

### Documentari in cui appare
- Dope, regia di Diane Rochlin e Sheldon Rochlin - documentario (1968)
- The Compleat Beatles, regia di Patrick Montgomery - documentario (1984)
- Faithfull, regia di Sandrine Bonnaire - documentario (2017)
- This Much I Know to be true, regia di Andrew Dominik - documentario (2022)

## Doppiatrici italiane
Nelle versioni in italiano delle opere in cui ha recitato, Marianne Faithful è stata doppiata da:
- Paila Pavese in Irina Palm - Il talento di una donna inglese, Faces in the Crowd - Frammenti di un omicidio
- Rita Savagnone in Marie Antoinette

Da doppiatrice è sostituita da:
- Angiola Baggi in Presenze